# Pokémon Schwarze und Weiße Edition
Pokémon Schwarze Edition und Pokémon Weiße Edition (in Japan bekannt als Poketto Monsutā Black (ポケットモンスター ブラック) und Poketto Monsutā White (ポケットモンスター ホワイト)) sind Spiele der fünften Generation der Pokémon-Rollenspiel-Serie, die von Game Freak entwickelt und von Nintendo veröffentlicht wurden. Die beiden Editionen unterscheiden sich nur geringfügig voneinander.

## Welt und Handlung
Pokémon Schwarze Edition und Pokémon Weiße Edition spielen in der Einall-Region, die an New York City orientiert ist. Damit ist es das erste Mal, dass ein Pokémon-Spiel der Hauptreihe nicht in einer Region Japans spielt.
In diesem Spiel spielt man genau wie in den Vorgängern einen jungen Trainer, dessen Ziel es ist die Verbrecherorganisation der Region, in diesem Fall Team Plasma, zu besiegen und Liga-Champion der Region zu werden. Das Spiel beginnt in einem Dorf mit dem Namen Avenitia, in dem der Protagonist und seine beiden Freunde Bell und Cheren leben. Dort überreicht ihnen Professorin Esche, die ebenfalls in dieser Stadt lebt, ein Starter-Pokémon, wobei der Spieler zwischen Ottaro, einem Wasser-Pokémon, Floink, einem Feuer-Pokémon, und Serpifeu, einem Pflanzen-Pokémon wählen kann, sowie einem Pokédex. Wie in den Vorgängern bittet die Professorin den Protagonisten und seine Freunde nun den Pokédex zu vervollständigen. Daraufhin bereisen diese Einall und treffen nach einiger Zeit auf die Verbrecherorganisation Team Plasma, deren Ziel es zu sein scheint, alle Pokémon von den Menschen zu befreien. Ihre Vorsitzenden sind ihr König N, welcher mit Pokémon reden kann, sowie sieben Weisen. Der Protagonist vereitelt nun immer wieder Pläne dieser Verbrecherorganisation und gewinnt außerdem alle acht Arenaorden. Nach dem Gewinn des siebten Ordens erweckt N mithilfe eines besonderen Steines ein, von der Edition abhängiges, legendäres Drachenpokémon. In der weißen Edition ist dies Zekrom, in der schwarzen Edition ist es Reshiram. Der Spieler erhält dabei den anderen Stein aus dem Museum von Septerna City. Nachdem der Protagonist daraufhin zur Pokémon Liga aufbricht und die Top Vier besiegt, trifft er auf N und den Champ, wobei N den Champ bereits besiegt hat. Dann steigt plötzlich das Schloss von N hinter der Pokémon Liga auf. Nachdem N dorthin aufgebrochen ist, folgt ihm der Protagonist. Nun kann auch der Protagonist das jeweils andere Legendäre Pokémon erwecken. Nachdem der Spieler den Kampf gegen N gewonnen hat, offenbart G-Cis, der Vorsitzende der Weisen und eigentlicher Boss von Team Plasma, dass es sein eigentliches Ziel war, die Einall-Region zu unterwerfen und beginnt einen finalen Kampf gegen den Protagonisten. Nachdem der Spieler auch diesen gewonnen hat, kann dieser N davon überzeugen, dass es nicht richtig ist, die Pokémon von den Menschen zu trennen. G-Cis kann mit der Hilfe des Finstrios fliehen. Daraufhin endet die Handlung des Spiels und der Abspann beginnt.
Dabei ist dies das erste und bisher einzige Mal in der Geschichte der Pokémon-Hauptserie, dass die Handlung des Spiels endet, ohne dass man zuvor den Champ besiegt hat. Dies ist allerdings nach der Handlung in Liga-Rückkämpfen möglich.

## Gameplay und Neuerungen
In Pokémon Schwarz und Weiß hat sich die grundlegende Spielmechanik gegenüber den Vorgängern nicht verändert. Es basiert weiterhin darauf, Pokémon zu fangen und zu trainieren, wobei dieses Mal in der Hauptstory jedoch nur neue Pokémon vorkommen. Es sind erstmals viele 3D-Grafiken benutzt worden, so bewegen sich beispielsweise die Pokémon während eines Kampfes dauerhaft und man sieht sie in ihrer ganzen Größe. Neu ist außerdem die Einführung von Jahreszeiten innerhalb des Spieles, die genau nach einem Monat wechseln. Der Wechsel der Jahreszeiten hat ebenfalls eine Änderung der Spielwelt zur Folge. So werden etwa durch Schneeberge neue Wege passierbar. Zudem ändern die Pokémon wie Sesokitz und Kronjuwild je nach Jahreszeit ihr Aussehen. Außerdem können teilweise je nach Jahreszeit unterschiedliche Pokémon gefangen werden. Die Möglichkeiten vom Fangen wilder Pokémon wurden ebenfalls ergänzt, indem man zum Beispiel im hohen Gras gelegentlich auf wackelnde Büsche trifft, in denen sich meist seltene Pokémon aufhalten. Nun besteht auch die Möglichkeit in Zweier- bzw. Dreier-Kämpfen Attacken seiner Pokémon zu kombinieren, wie etwa die Attacke Kreuzdonner von dem legendären Pokémon Zekrom mit der Attacke Kreuzflamme von dem anderen legendären Pokémon Reshiram, die dann zusammen eine noch mächtigere Attacke bilden. In der Pokémon-Liga kann man sich aussuchen, gegen welchen der Top-4 man als Erstes kämpft. Mit der Funktion "C-GEAR" kann nun auch getauscht und gekämpft werden, ohne dafür in ein Pokémon-Center gehen zu müssen.
Des Weiteren gibt es zwei neue Kampfarten, nämlich den Dreier- und den Reihumkampf. In Dreierkämpfen werden von jedem Trainer drei Pokémon in den Kampf geschickt. Hierbei können die Pokémon links und rechts mit den meisten Attacken nur das Pokémon gegenüber und das in der Mitte treffen. Um Positionen zu wechseln muss man eine Runde verbrauchen. Im Reihumkampf werden ebenfalls drei Pokémon in den Kampf geschickt. Hier greift jedoch in jeder Runde nur eines dieser Pokémon an, welches der Spieler frei auswählen kann. Ebenso kann nur dieses Pokémon vom Gegner getroffen werden. Somit kann man zwischen diesen drei Pokémon wechseln, ohne eine Runde zu verbrauchen.

## Entwicklung und Verkaufszahlen
Am 29. Januar 2010 kündigte die Pokémon Company an, dass sie ein neues Spiel der Pokémon-Rollenspiel-Serie für den Nintendo DS entwickeln und auch noch im gleichen Jahr auf den Markt bringen würden. Die Editionen sollen unter anderem einigen grundlegenden Änderungen unterzogen werden. Am 10. Februar wurden anschließend mit den Pokémon Zorua und Zoroark die ersten Pokémon der fünften Generation enthüllt. Am 9. April erfolgte schließlich die offizielle Ankündigung der Editionen Black und White. Einige Zeit später wurden bei der japanischen Sendung Pokémon Sunday erstmals bewegte Bilder der beiden Spiele veröffentlicht. Diese zeigen einen kleinen Rundgang durch eine Stadt mit 3D-Ansicht. Des Weiteren ist zu erkennen, dass die Kamera sich je nach Ort anders verhalten wird. Anfang Mai wurden die Starter-Pokémon in einer Ausgabe des Magazins CoroCoro Comic enthüllt. Am 28. Mai wurden auch die Cover-Pokémon Reshiram und Zekrom weltweit vorgestellt sowie Erscheinungszeiträume für Nordamerika und Europa bekanntgegeben. Einige Zeit später wurde außerdem bestätigt, dass mit Professorin Esche erstmals eine weibliche Person die Rolle des Pokémon-Professors übernimmt.
In den folgenden Monaten wurden in unregelmäßigen Abständen immer wieder neue Pokémon präsentiert. Die ersten Bilder wurden meistens in den TV-Sendungen Pokémon Sunday und Oha Suta sowie über das CoroCoro-Magazin veröffentlicht. Zudem wurden einige Pokémon erstmals in einer Demoversion der Schwarzen und Weißen Pokémon-Edition gesichtet und fotografiert. In Einzelfällen sind auch Entwürfe von Pokémon-Merchandising, eine Konzeptskizze zur TV-Serie und Promotion-Material unbeabsichtigt durchgesickert, was ebenfalls das Aussehen einiger neuer Pokémon enthüllte. Seit dem Erscheinen der Spiele sind alle 156 neuen Pokémon der fünften Generation bekannt.
Zum Spiel erschien von 2013 bis 2014 auch eine Mangaserie von Hidenori Kusaka und Satoshi Yamamoto, die neun Bände erreichte. Unter dem Titel Pokémon Schwarz und Weiß erschien sie bei Planet Manga auf Deutsch. Außerdem widmet sich die 14. Staffel der Animeserie Pokémon der Schwarzen und Weißen Edition.

### Verkaufszahlen
Die Schwarze Edition und die Weiße Edition verkauften sich innerhalb der ersten zwei Tage mehr als 2,6 Millionen Mal. Damit waren sie bis zur Veröffentlichung des Nachfolgers Pokémon X und Y die am schnellsten verkauften Pokémon-Spiele.
In Europa verkauften sich die Spiele innerhalb der ersten zehn Tage insgesamt eine Million Mal. Bis zum 31. März 2024 wurden weltweit 15,64 Millionen Exemplare verkauft.

## Rezeption
Pokémon Schwarze und Weiße Edition haben viele positive Bewertungen erhalten. So haben beide Spiele bei Metacritic einen Metascore von 87 %.
Bei GameRankings hingegen sind die Bewertungen unterschiedlich, aber ebenso positiv, so hat Pokémon Schwarz eine durchschnittliche Bewertung von 85,88 % und Pokémon Weiß eine durchschnittliche Bewertung von 87,24 %.
Die langjährigen Fans nahmen die Editionen eher negativ an. Diese bemängelten vor allem das abstrakte Design der knapp 150 neuen Pokémon, welche bis zum ersten Durchspielen die einzigen Wesen sind, denen man im Spiel begegnet, sowie die Veränderung von langjährigen Gameplay-Elementen wie dem Erfahrungspunkt-System, welches sich nun an den Leveln der Pokémon orientiert; der Wertlosigkeit von Spielgeld und Gegenständen, die in den vorherigen Spielen noch einen Mehrwert hatten und der vergleichsweise niedrigen Fangrate vieler Pokémon. Zudem wurde die im Vergleich zu den Vorgängern sehr dramatische, aber interaktionsarme Handlung kritisiert.

## Pokémon Schwarze Edition 2 und Weiße Edition 2
Pokémon Schwarze Edition 2 und Weiße Edition 2 (japanisch ポケットモンスター ブラック２ Poketto Monsutā Black 2 und ポケットモンスター ホワイト２ Poketto Monsutā White 2) sind die Spezialeditionen zu Pokémon Schwarze und Weiße Edition und Teile der Hauptreihe. Erstmals erschienen hierbei zwei Spezialeditionen anstatt nur einer. Sie wurden erstmals am 26. Februar 2012 im Rahmen der Sendung Pokémon Smash! angekündigt. Die Titel wurden in Japan am 23. Juni 2012, in Nordamerika am 7. und in Europa am 12. Oktober 2012 veröffentlicht.
An seinem Veröffentlichungswochenende in Japan verkaufte sich das Spiel mehr als 1,6 Millionen Mal. Auch zu dieser Spezialedition gehört eine Mangaserie, die bereits von 2011 bis 2013 als Pocket Monster – BW Hen herauskam und vier Bände erreichte. Gezeichnet wurde sie von Kōsaku Anakubo. Seit Januar 2018 erscheint sie als Pokémon – Schwarz 2 Weiß 2 auf Deutsch bei Planet Manga.

### Handlung
Zum zweiten Mal nach der Pokémon Smaragd-Edition haben Pokémon Schwarze Edition 2 und Weiße Edition 2 eine völlig andere Handlung als die zugehörige Hauptedition. Die Handlung findet zwei Jahre nach der Haupthandlung der Originalspiele statt. Hierbei nimmt G-Cis als neuer Vorsitzender von Team Plasma die Rolle des Hauptantagonisten ein. Das Spiel startet dieses Mal in der neu hinzugekommenen Stadt Eventura City, wo der neue Protagonist und dessen Freund und Rivale leben. Ihr Aussehen ist dieses Mal sehr sportlich und frühreif gehalten. Der Name des Rivalen ist auf Matisse voreingestellt, kann aber frei gewählt werden.
Matisse bricht dabei auf die Pokémon-Reise auf, um ein Pokémon zurückzubekommen, welches Team Plasma seiner Schwester gestohlen hat.
Zu Beginn des Spiels überreicht einem nach einem Anruf von Professor Esche Bell, die Rivalin aus den Editionen Pokémon Schwarz und Pokémon Weiß, die Starter-Pokémon, welche sich gegenüber dem Vorgänger nicht geändert haben. Bell ist nun Professor Esches Assistentin. Nun bricht der Protagonist zu seiner Reise durch die Einall-Region auf, wobei er schon wenig später erstmals auf Team Plasma trifft. Nachdem der Spieler dessen Plan vereitelt hat, fordert er die erste Pokémon-Arena heraus, wobei Cheren ein Rivale aus dem Vorgänger den Arenaleiter darstellt. Daraufhin bereist der Protagonist die Einall-Region und vereitelt dabei von Zeit zu Zeit Pläne von Team Plasma. Nachdem der Spieler in Stratos City, der größten Stadt der Region angekommen ist, trifft er dort auf den Forscher Achromas, von dem man später erfährt, dass er Team Plasma angehört. Nach der fünften Pokémon-Arena betritt der Protagonist dabei erstmals die Plasma-Fregatte, ein Schiff, welches das Hauptquartier von Team Plasma darstellt. Daraufhin wird es ruhig um Team Plasma, bis diese nach dem Gewinn des siebten Arena-Ordens mit der nun fliegenden Plasma-Fregatte die Stadt Twindrake City attackieren und mit der Kraft des legendären Pokémon Kyurem, welches sie in ihre Gewalt gebracht haben, einfrieren. Daraufhin fordert Team Plasma den Arenaleiter zur Herausgabe des DNS-Keils auf, der daraufhin gestohlen wird. Auf der Suche nach Team Plasma findet der Spieler die Plasma-Fregatte, kann jedoch Kyurem nicht befreien, um die Pläne Team Plasmas zu vereiteln. Wenig später kann der Spieler die Plasma-Fregatte jedoch in der Riesengrotte wiederfinden. Dort findet der Protagonist das Pokémon der Schwester von Matisse wieder, welches sich inzwischen weiterentwickelt hat. Nachdem Achromas besiegt wurde, kann der Spieler ihn überzeugen, dass nur die Verbindung zwischen Trainer und Pokémon die ganze Kraft der Pokémon freisetzen kann. Daraufhin flieht G-Cis mit Kyurem. Der Spieler folgt nun G-Cis, woraufhin Kyurem auf Geheiß von G-Cis den Protagonisten attackiert. N, der Antagonist aus dem Vorgänger, kann jedoch den Protagonisten mit Hilfe seines legendären Pokémon retten. Diese Rolle nimmt in Pokémon Schwarze Edition 2 Zekrom ein, während in Pokémon Weiße Edition 2 Reshiram dessen Platz einnimmt. Daraufhin verschmilzt G-Cis mit Hilfe des DNS-Keils Kyurem mit dem legendären Pokémon von N je nach Edition zum Schwarzen Kyurem (in Pokémon Schwarze Edition 2) oder zum Weißen Kyurem (in Pokémon Weiße Edition 2). Dieses greift einen an und muss nun vom Spieler besiegt werden. Nachdem dies geschafft ist, fordert einen G-Cis zum Kampf hinaus. Wenn der Spieler auch diesen besiegt hat, bricht der Protagonist schließlich in die Pokémon-Liga auf und besiegt dort den Champ Lilia, welche in der weißen Edition Arenaleiterin war. Daraufhin endet die Handlung und der Abspann beginnt.

### Neuerungen gegenüber dem Vorgänger
Die Neuerungen halten sich wie in Spezialeditionen der Pokémon-Spielereihe in Grenzen, wobei jedoch relativ zu früheren Spezialeditionen die meisten Neuerungen hinzugefügt wurden. So wurde die Liste der Pokémon nach Einall-Pokédex verändert, sodass sie jetzt 301 Pokémon aus allen fünf bis dahin erschienenen Spielgenerationen umfasst. Hierbei ist eine Funktion mit dem Namen Habitatsliste hinzugekommen, mit welcher ermittelt werden kann, welche Pokémon in einem bestimmten Gebiet auffindbar sind. Es gibt einige neue Städte, so liegt beispielsweise das Heimatdorf der Protagonisten, Eventura City, am linken, vorher noch unbesiedelten Rand der Einall-Region ebenso wie ein an Hollywood angelehntes Filmstudio namens Pokéwood. Wo im Vorgänger noch Tiefkühlcontainer standen, gibt es nun eine Wettkampfhalle, welche der Austragungsort des PKMN World Tournaments ist. Im PKMN World Tournament kämpft man im K.-o.-System um den Titel gegen die Arenaleiter und Champs aller fünf Generationen. In einigen der neuen Städte wurden neue Arenen mit neuen Arenaleitern [Cheren (Typ Normal), Mica (Typ Gift), Benson (Typ Wasser)] gegründet, während die Arenen in Orion City, Septerna City, und Nevaio City geschlossen wurden. Der neue Champ der Pokémon-Liga ist Lilia, welche in der Vorgänger-Version (nur der Weißen Edition) Arenaleiterin war. Neben Kyurem besitzen auch Boreos, Voltolos, Demeteros und Keldeo neue Formen.
Die neuen Formen von Kyurem werden durch den Aufenthalt von Zekrom bzw. Reshiram im Team sowie das Einsetzen des DNS-Keils erreicht. Das schwarze Kyurem erlernt dabei die Attacke Frostvolt und das weiße Kyurem die Attacke Frosthauch. Keldeos neue Form heißt Resolut-Form. Keldeo nimmt diese Form an, wenn es die Attacke Mystoschwert erlernt. Boreos, Voltolos und Demeteros wechseln durch das Item Wahrspiegel zwischen ihrer Tiergeist-Form und ihrer Inkarnations-Form.

### Rezeption
Pokémon Schwarze Edition 2 und Weiße Edition 2 haben überwiegend positive Bewertungen erhalten. So haben beide Spiele bei Metacritic einen Metascore von 80 %. Bei GameRankings sind die Bewertungen ähnlich, jedoch wieder unterschiedlich, so hat Pokémon Schwarze Edition 2 eine durchschnittliche Bewertung von 81,31 % und Pokémon Weiße Edition 2 eine durchschnittliche Bewertung von 80,71 %.